# Bolenowe
 (février 2024).
Bolenowe est un village des Cornouailles, en Angleterre. Le village fait partie de la paroisse civile de Camborne.